# Pollapönk
Pollapönk est un groupe de musique pour enfants orientée punk rock islandais. Après avoir gagné l'émission Söngvakeppni Sjónvarpsins, ils représentent l'Islande au Concours Eurovision de la chanson 2014 avec la chanson No prejudice.

## Biographie
Pollapönk est formé en 2006 par le chanteur Heidar Örn Kristjánsson et le guitariste Haraldur Freyr Gíslason, tous deux membres du groupe de rock Botnleðja. Le duo, alors en études pour devenir enseignants, souhaitait se lancer dans de la musique pour enfants et facilement écoutable. Leur premier album, l'éponyme Pollapönk, est enregistré pour un cours d'étude à l'Université d'Éducation Islandaise. L'année suivante, le frère de Haraldur, Arnar Þór Gíslason, et Guðni Finnsson se joignent au groupe à la batterie et la basse, respectivement. Le quatuor publie un deuxième album, intitulé Meira Pollapönk en 2010. Il est suivi en 2011 par Aðeins Meira Pollapönk.
En 2014, Pollapönk participe au Concours Eurovision de la chanson 2014, avec sa chanson Enga fordóma, qu'il remporte sur 297 candidats. La chanson est une chanson protestataire contre le mal fait aux autres. Elle est par la suite traduite en anglais par le musicien américain John Grant, sous le titre No Prejudice, et est jouée sous cette forme à l'Eurovision. Pollapönk atteint les finales, où il est placé 15e sur 26 finalistes.

## Discographie

### Albums studio
- 2010 : Meira pollapönk
- 2011 : Aðeins meira pollapönk
- 2014 : Bebebe-besta pollapönkið

### Singles
- 2011 : Ættarmót
- 2014 : Enga fordóma (No Prejudice)